# Apiacás
Apiacás là một đô thị thuộc bang Mato Grosso, Brasil. Đô thị này có diện tích 20364,204 km², dân số năm 2007 là 7977 người, mật độ 0,39 người/km².